# Christian Brooks
Christian Brooks (Santa Clarita, Californië, 29 september 2000) is een Amerikaans autocoureur.

## Carrière

### Rallycross
Brooks maakte zijn autosportdebuut in het rallycross in 2017. Hij kwam voor Dreyer & Reinbold Racing uit in de GRC Lites-klasse van het Global RallyCross Championship. Hij behaalde drie overwinningen en zes andere podiumplaatsen, waardoor hij met 692 punten tweede in de eindstand werd. In 2018 hield het kampioenschap op te bestaan, waarop Brooks overstapte naar het Amerikaans kampioenschap rallycross. Hij reed hierin opnieuw voor Dreyer & Reinbold Racing, ditmaal in de ARX2-klasse. Hij behaalde vier podiumfinishes in vijf evenementen, waardoor hij met 114 punten ook hier tweede in de eindstand werd.

### Formule 4
In 2019 maakte Brooks de overstap naar het formuleracing, waar hij voor Jay Howard Driver Development in het Amerikaans Formule 4-kampioenschap uitkwam. Hij behaalde twee zeges op de Virginia International Raceway en de Sebring International Raceway. Daarnaast stond hij in zes andere races op het podium. Met 209 punten werd hij achter Joshua Car en Kiko Porto derde in het eindklassement.

### U.S. F2000
In 2020 stapte Brooks over naar de U.S. F2000, waarin hij voor het team Exclusive Autosport reed. Hij behaalde twee podiumfinishes op de Indianapolis Motor Speedway, voordat hij in de seizoensfinale op het Stratencircuit Saint Petersburg zijn eerste race won. Met 284 punten werd hij vijfde in het klassement.
In 2021 bleef Brooks actief bij Exclusive in de U.S. F2000. Hij won twee races op Saint Petersburg en behaalde hierna nog twee podiumplaatsen op Indianapolis en het New Jersey Motorsports Park. Met 257 punten werd hij zesde in het kampioenschap.

### Indy Pro 2000 / USF Pro 2000
Eind 2021 stapte Brooks over naar het Indy Pro 2000 Championship, waarin hij in de seizoensfinale op de Mid-Ohio Sports Car Course voor Exclusive Autosport uitkwam. Hij miste hierdoor de U.S. F2000-races op hetzelfde circuit. Hij eindigde in beide Indy Pro 2000-races als vijfde.
In 2022 zou Brooks voor Exclusive in een volledig Indy Pro 2000-seizoen uitkomen. Hij was ingeschreven voor het eerste weekend op Saint Petersburg, maar vanwege een ongeluk in de kwalificatie kwam hij niet in actie tijdens de races. Vanwege geldproblemen keerde hij voor de rest van het seizoen niet meer terug in de klasse.
In 2023 werd het kampioenschap hernoemd naar het USF Pro 2000 Championship, waarin Brooks in het eerste weekend op Saint Petersburg voor Turn 3 Motorsport reed. In de seizoensopener behaalde hij direct zijn eerste overwinning in de klasse, voordat hij in de tweede race zesde werd. Ook nam hij deel aan het weekend op het Stratencircuit Toronto als vervanger van de geblesseerde Jackson Lee en werd hier achtste en vierde in de races. Met 79 punten eindigde hij op plaats 22 in het klassement.
In 2024 rijdt Brooks zijn eerste vollediger seizoen in de USF Pro 2000 bij het team Pabst Racing. Hij behaalde een podiumplaats in de seizoensopener op Saint Petersburg en stond later dat jaar op Road America nog tweemaal op het podium.

### Indy NXT
In 2024 maakt Brooks naast zijn activiteiten in de USF Pro 2000 zijn Indy NXT-debuut bij het team HMD Motorsports. Hij reed hier in de laatste acht races van het seizoen als vervanger van Nolan Siegel, die op zijn beurt door Arrow McLaren was opgeroepen om het seizoen in de IndyCar Series af te maken.